# Phygadeuon quintilis
Phygadeuon quintilis är en stekelart som beskrevs av Henry Lorenz Viereck 1917. Phygadeuon quintilis ingår i släktet Phygadeuon och familjen brokparasitsteklar. Inga underarter finns listade i Catalogue of Life.